# East Goscote
East Goscote est une paroisse civile et un village du Leicestershire, en Angleterre.